# Темурі Кецбая
Темурі Кецбая (груз. თემურ ქეცბაია, нар. 18 березня 1968, Галі) — грузинський футболіст, півзахисник. По завершенні ігрової кар'єри — тренер. З 2018 року очолює тренерський штаб кіпрського клубу «Анортосіс».

## Клубна кар'єра
Вихованець футбольних шкіл клубів «Динамо» (Сухумі) та «Динамо» (Тбілісі). Дорослу футбольну кар'єру розпочав 1987 року в основній команді тбіліського «Динамо», в якій провів п'ять сезонів, взявши участь у 54 матчах чемпіонату.
Протягом 1992—1994 років захищав кольори команди кіпрського клубу «Анортосіс».
Своєю грою за останню команду привернув увагу представників тренерського штабу грецького клубу АЕК, до складу якого приєднався 1994 року. Відіграв за афінський клуб наступні три сезони своєї ігрової кар'єри. Більшість часу, проведеного у складі клубу АЕК, був основним гравцем команди. За цей час двічі виборював титул володаря Кубка Греції, ставав володарем Суперкубка Греції.
У 1997 році уклав контракт з англійським клубом «Ньюкасл Юнайтед», у складі якого провів наступні три роки своєї кар'єри гравця. Граючи у складі «Ньюкасл Юнайтед» також здебільшого виходив на поле в основному складі команди.
Згодом з 2000 по 2002 рік грав у складі команд клубів «Вулвергемптон Вондерерз» та «Данді».
Завершив професійну ігрову кар'єру у клубі «Анортосіс», у складі якого вже виступав раніше. Прийшов до команди 2002 року, захищав її кольори до припинення виступів на професійному рівні у 2006 році.

## Виступи за збірну
У 1992 році дебютував в офіційних матчах у складі національної збірної Грузії. Протягом кар'єри у національній команді, яка тривала 12 років, провів у формі головної команди країни 49 матчів, забивши 16 голів.

## Кар'єра тренера
Розпочав тренерську кар'єру у 2004 році, очоливши тренерський штаб клубу «Анортосіс» як граючий тренер. На посаді тренера у 2008 році йому вдалося вперше в історії вивести кіпрську команду до фінальної частини Ліги чемпіонів, де команда з Фамагусти несподівано набрала 6 очок в групі, але посіла лише 4 місце.
Надалі очолював команду клубу «Олімпіакос».
2009 року очолив тренерський штаб національної збірної Грузії. Пропрацював зі збірною до 2014 року, так й зумівши забезпечити її кваліфікацію до жодного великого міжнародного турніру.
2015 року повернувся на Кіпр, уклавши 28 серпня дворічний тренерський контракт з одним із провідних місцевих клубів АПОЕЛ. Проте вже менш ніж за рік, 21 квітня 2016 року, грузинського спеціаліста було звільнено.
Того ж 2016 року Кецбая прийняв пропозицію продовжити тренерську кар'єру в Греції, де став головним тренером столичного клубу АЕК, за команду якого грав двадцятьма роками раніше.

## Титули і досягнення

### Командні

#### Як гравця
- Чемпіон Грузії (3):

Динамо (Тбілісі): 1990, 1991, 1991-92
- Володар Кубка Грузії (1):

Динамо (Тбілісі): 1991-92
- Володар Кубка Греції (2):

АЕК: 1995-96, 1996-97
- Володар Суперкубка Греції (1):

АЕК: 1996
- Чемпіон Кіпру (1):

Анортосіс: 2004-05
- Володар Кубка Кіпру (1):

Анортосіс: 2002-03

#### Як тренера
- Чемпіон Кіпру (2):

Анортосіс: 2004-05, 2007-08
- Володар Кубка Кіпру (2):

Анортосіс: 2006-07, 2020-21
- Володар Суперкубка Кіпру (1):

Анортосіс: 2007

### Особисті
- Футболіст року в Грузії: 1990, 1997
- Найкращий іноземний гравець в чемпіонаті Греції: 1996